# Regina Casé
Regina Casé   (Rio de Janeiro, 25 de febrer de 1954) és una actriu, presentadora i directora brasilera, condecorada amb l'Orde del Mèrit Cultural del Brasil l'any 2012.

## Carrera artística
Regina Casé va passar la seva infància al barri carioca de Botafogo. Filla d'Heleida Barreto i l'escriptor Geraldo Casé, té dues germanes petites, Patrícia i Virgínia. El seu avi fou el pernambucà Ademar Casé, un dels pioners en el món de la ràdio brasilera.
Als 16 anys comença a estudiar art dramàtic i, amb 20, s'incorpora al grup de teatre Asdrúbal trouxe o trombone, liderats pel director Hamilton Vaz Pereira, qui es convertiria en el seu primer marit. Amb ells es faria un nom a Rio i li serviria per començar la seva carrera cinematogràfica. El seu debut fou al film Chuvas de Verão (Cacá Diegues, 1978).
El seu primer paper rellevant va ser el de Tina Pepper a la telenovel·la Cambalacho (1986). A començaments dels noranta, va participar en programes de televisió com TV Pirata o Programa Legal, exercint com a còmica i presentadora. En aquella època va rebre el reconeixement de la crítica televisiva, recollint els premis de l'Associació Paulista de Crítics d'Art (APCA) i l'Imprensa.
Entre 1992 i 1998 va comandar el programa Brasil legal, en el que viatjava per tot el país, mostrant indrets desconeguts, parlant sobre la seva història, gastronomia típica... A continuació va presentar Muvuca, un programa d'entrevistes i reportatges i Um pé de qué?, que dedicava cada capítol a un arbre típic del Brasil. En la primera dècada del segle xxi, Casé encadena diverses participacions en el programa Fantástico, lider d'audiència dels diumenges.
La seva trajectòria a televisió no l'ha impedit participar en prestigioses pel·lícules al seu país. Entre les més destacades, s'hi troben: A Marvada Carne (André Klotzel, 1985), Eu, tu, eles (Andrucha Waddington, 2000; Grande Prêmio Cinema Brasil (GPCB)), Que horas ela volta? (Anna Muylaert, 2015; premis de Sundance, APCA i GPCB) i Três verões (Sandra Kogut, 2020; premi al Festival de Màlaga). L'any 2019 va protagonitzar una nova telenovel·la, Amor de mãe, molt aplaudida pel públic.

## Vida personal

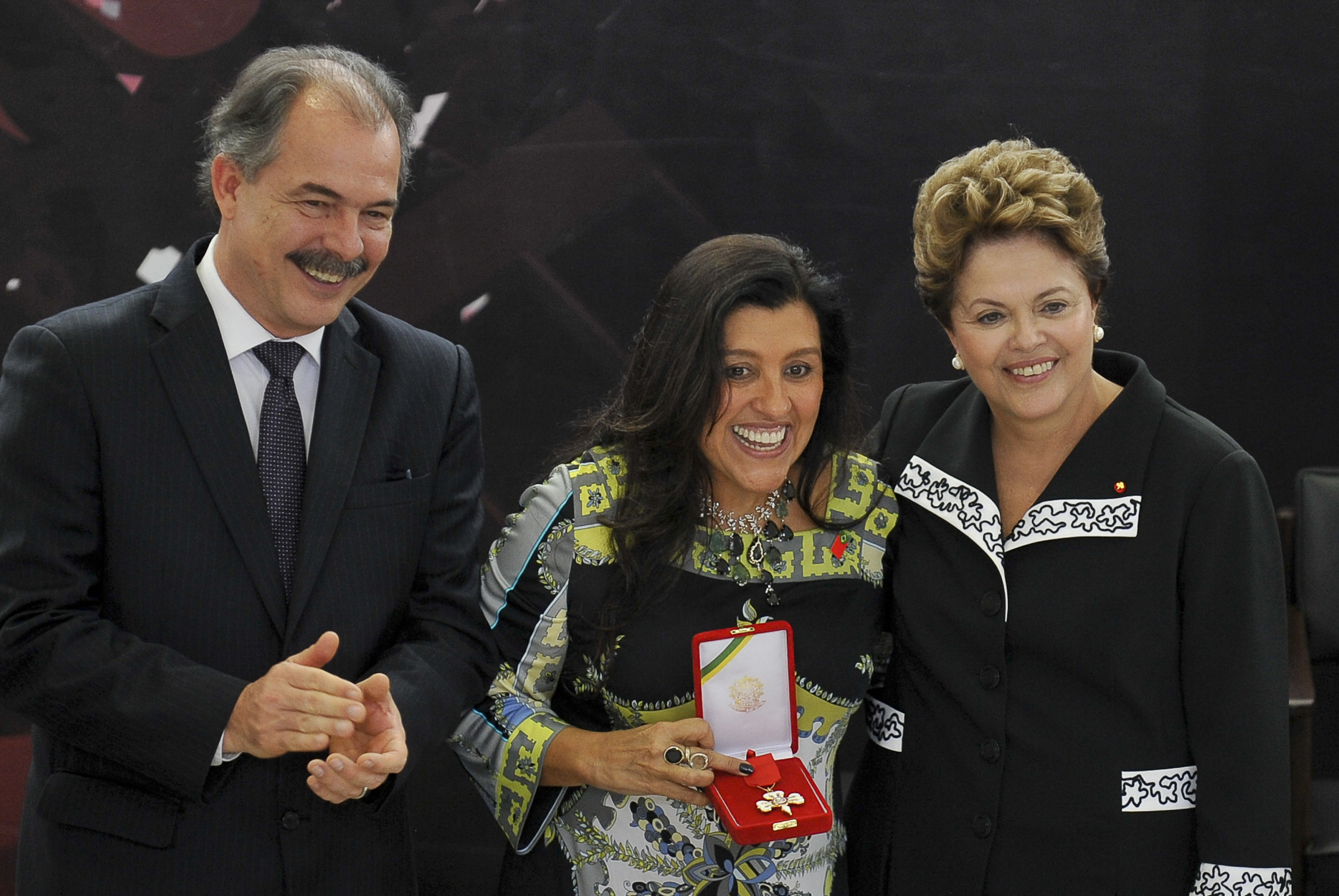
Amb el Ministre d'Educació i la Presidenta Rousseff, 2012.

Va estar casada amb Hamilton Vaz Pereira entre 1973 i 1977. A continuació va tenir una llarga relació amb l'artista plàstic Luiz Zerbini, entre 1986 i 1996. El 1989 van tenir una filla, Benedita, que pateix una deficiència auditiva per complicacions durant el part.
L'any 1999 torna a contraure matrimoni amb Estevão Ciavatta, a qui havia conegut a Brasil legal. El 2013, la parella va adoptar un nen de cinc mesos, de nom Roque. El 2017, Benedita Casé Zerbini va donar a llum el seu fill Brás, primer net de Regina.

## Premis i nominacions
L'any 2012 va rebre de mans de Dilma Rousseff la medalla de l'Orde del Mèrit Cultural del Brasil.
| Any  | Premi                                         | Categoria                            | Treball              | Resultat   |
| ---- | --------------------------------------------- | ------------------------------------ | -------------------- | ---------- |
| 1974 | Prêmio Governador do Estado                   | Millor actriu revelació              | O Inspetor Geral     | Guanyadora |
| 1977 | Prêmio Molière                                | Millor actriu                        | Trate-me Leão        | Guanyadora |
| 1986 | Prêmio APCA de Cinema                         | Millor actriu secundària             | Areias Escaldantes   | Guanyadora |
| 1989 | Prêmio APCA de Televisão                      | Millor actriu en Programa d'humor    | TV Pirata            | Guanyadora |
| 1989 | Troféu Imprensa                               | Millor humorista femenina            | TV Pirata            | Nominada   |
| 1992 | Troféu Imprensa                               | Millor humorista femenina            | Programa Legal       | Guanyadora |
| 1993 | Troféu Imprensa                               | Millor humorista femenina            | Programa Legal       | Guanyadora |
| 2001 | Festival Internacional de Cinema de Cartagena | Millor actriu                        | Eu, Tu, Eles         | Guanyadora |
| 2001 | Grande Prêmio do Cinema Brasileiro            | Millor actriu                        | Eu, Tu, Eles         | Guanyadora |
| 2001 | Festival de Havana                            | Millor actriu - menció honorífica    | Eu, Tu, Eles         | Guanyadora |
| 2001 | Festival de Cinema de Karlovy Vary            | Millor actriu                        | Eu, Tu, Eles         | Guanyadora |
| 2001 | Festival de Cinema de Lima                    | Millor actriu                        | Eu, Tu, Eles         | Guanyadora |
| 2003 | Prêmio APCA de Televisão                      | Millor programa de televisió         | Cena Aberta          | Guanyadora |
| 2003 | Festival Tout Écran                           | Séries, Coleções e Dramas            | Cena Aberta          | Guanyadora |
| 2004 | Prêmio Faz Diferença do jornal - O Globo      | Revista de TV                        | Cena Aberta          | Guanyadora |
| 2005 | Blockbuster Entertainment Awards              | Millor actriu de Drama               | Eu, Tu, Eles         | Nominada   |
| 2012 | Prêmio Extra de Televisão                     | Millor Presentador/a                 | Esquenta!            | Nominada   |
| 2013 | Prêmio Extra de Televisão                     | Millor Presentador/a                 | Esquenta!            | Nominada   |
| 2013 | Troféu Internet                               | Millor Presentador/a                 | Esquenta!            | Nominada   |
| 2013 | Meus Prêmios Nick                             | Millor Presentador/a                 | Esquenta!            | Nominada   |
| 2014 | Prêmio Extra de Televisão                     | Millor Presentador/a                 | Esquenta!            | Nominada   |
| 2014 | Troféu Internet                               | Millor Presentador/a                 | Esquenta!            | Nominada   |
| 2015 | Troféu Imprensa                               | Millor Presentador/a                 | Esquenta!            | Nominada   |
| 2015 | Troféu Internet                               | Millor Presentador/a                 | Esquenta!            | Nominada   |
| 2015 | Prêmio Quem de Televisão                      | Millor Presentador/a                 | Esquenta!            | Nominada   |
| 2015 | Festival Sundance de Cinema                   | Millor actriu                        | Que Horas Ela Volta? | Guanyadora |
| 2015 | Seattle International Film Festival           | Millor actriu                        | Que Horas Ela Volta? | 4t lloc    |
| 2015 | Prêmio de Cinema Fênix                        | Millor actriu                        | Que Horas Ela Volta? | Nominada   |
| 2015 | Prêmio APCA de Cinema                         | Millor actriu                        | Que Horas Ela Volta? | Guanyadora |
| 2016 | Grande Prêmio do Cinema Brasileiro            | Millor actriu                        | Que Horas Ela Volta? | Guanyadora |
| 2016 | Festival Sesc Melhores Filmes                 | Millor actriu (crítica)              | Que Horas Ela Volta? | Guanyadora |
| 2016 | Festival Sesc Melhores Filmes                 | Millor actriu (públic)               | Que Horas Ela Volta? | Guanyadora |
| 2019 | Antalya Golden Orange Film Festival           | Millor actriu                        | Três Verões          | Guanyadora |
| 2019 | Festival do Rio                               | Millor actriu                        | Três Verões          | Guanyadora |
| 2020 | Málaga Spanish Film Festival                  | Millor actriu                        | Três Verões          | Guanyadora |
| 2020 | Prêmio Contigo! de TV                         | Millor actriu de telenovel·la        | Amor de Mãe          | Nominada   |
| 2020 | Splash Awards                                 | Millor actriu                        | Amor de Mãe          | Nominada   |
| 2020 | Melhores do Ano NaTelinha                     | Millor actriu                        | Amor de Mãe          | Nominada   |
| 2020 | Prêmio APCA de Televisão                      | Millor actriu                        | Amor de Mãe          | Nominada   |
| 2020 | Prêmio Área VIP                               | Millor actriu                        | Amor de Mãe          | Nominada   |
| 2020 | Prêmio Área VIP                               | Personatge de l'any                  | Amor de Mãe          | Nominada   |
| 2020 | Melhores do Ano Minha Novela                  | Millor actriu de telenovel·la        | Amor de Mãe          | Guanyadora |
| 2021 | Melhores do Ano - RD1                         | Millor actriu                        | Amor de Mãe          | Nominada   |
| 2021 | Prêmio F5                                     | Millor actriu de telenovel·la        | Amor de Mãe          | Nominada   |
| 2021 | Prêmio Notícias da TV                         | Millor interpretació en telenovel·la | Amor de Mãe          | Nominada   |
| 2021 | Melhores do Ano NaTelinha                     | Millor actriu                        | Amor de Mãe          | Nominada   |
| 2021 | Prêmio Glow                                   | Millor interpretació                 | Amor de Mãe          | Nominada   |
| 2021 | Prêmio Contigo! de TV                         | Millor actriu de telenovel·la        | Amor de Mãe          | Ajornat    |
| 2021 | Prêmio Área VIP                               | Millor actriu                        | Amor de Mãe          | Ajornat    |
| 2021 | Prêmio Área VIP                               | Personatge de l'any                  | Amor de Mãe          | Ajornat    |
| 2021 | Melhores do Ano                               | Millor actriu de telenovel·la        | Amor de Mãe          | Guanyadora |
| 2021 | Troféu Internet                               | Millor actriu de telenovel·la        | Amor de Mãe          | Ajornat    |
| 2021 | Prêmio APCA de Televisão                      | Millor actriu                        | Amor de Mãe          | Ajornat    |
| 2021 | Festival Sesc Melhores Filmes                 | Millor actriu nacional               | Três Verões          | Nominada   |
| 2021 | Séries em Cena Awards                         | Millor actriu nacional de cinema     | Três Verões          | Nominada   |
| 2021 | Prêmio Platino                                | Millor actriu de cinema              | Três Verões          | Nominada   |
| 2021 | Grande Prêmio do Cinema Brasileiro            | Millor actriu                        | Três Verões          | Nominada   |
| 2021 | Prêmio Guarani de Cinema Brasileiro           | Millor actriu                        | Três Verões          | Nominada   |